# Bijouterie Fouquet
La bijouterie Fouquet était un magasin de Paris dont la devanture et l'intérieur furent réalisés en 1901 par Alfons Mucha, Auguste Seysses et Léon Fargue dans le style Art nouveau. Démontée en 1923, la bijouterie fut remontée dans une salle du musée Carnavalet où elle est visible actuellement.

## Historique
Héritier du commerce de son père, Georges Fouquet devient en 1895 le propriétaire d'une des bijouteries les plus en vue de Paris. Très vite, il fait appel à Alfons Mucha qui crée des bijoux pour le magasin. Les bijoux remportant un grand succès auprès de la clientèle de la boutique, Georges Fouquet charge alors Alphonse Mucha de concevoir une devanture et un intérieur de style Art nouveau pour le nouveau magasin qui s'ouvre en 1901 au no 6 de la rue Royale à Paris.
En 1923, le style Art nouveau est passé de mode et les décorations extérieure et intérieure sont remplacées. Conscient de la beauté plastique de sa boutique et respectueux de l'œuvre de son ami Alphonse Mucha, Georges Fouquet décide de démonter et de conserver la plupart des éléments, pièce par pièce, dans un entrepôt avant d’en faire don en 1941 au musée Carnavalet.
En 1989, la devanture et l'intérieur de la bijouterie Fouquet sont minutieusement remontés dans une salle du musée. Au sol, les mosaïques sont reconstituées à l'identique suivant les dessins originaux de Mucha.

## Description

### La devanture
La façade de la bijouterie Fouquet est composée de cinq arcades en bois. Entre chaque arcade, les colonnes en bois sont décorées de motifs végétaux sculptés en fer forgé. Ces motifs végétaux se retrouvent aussi à de nombreux autres endroits de la devanture.

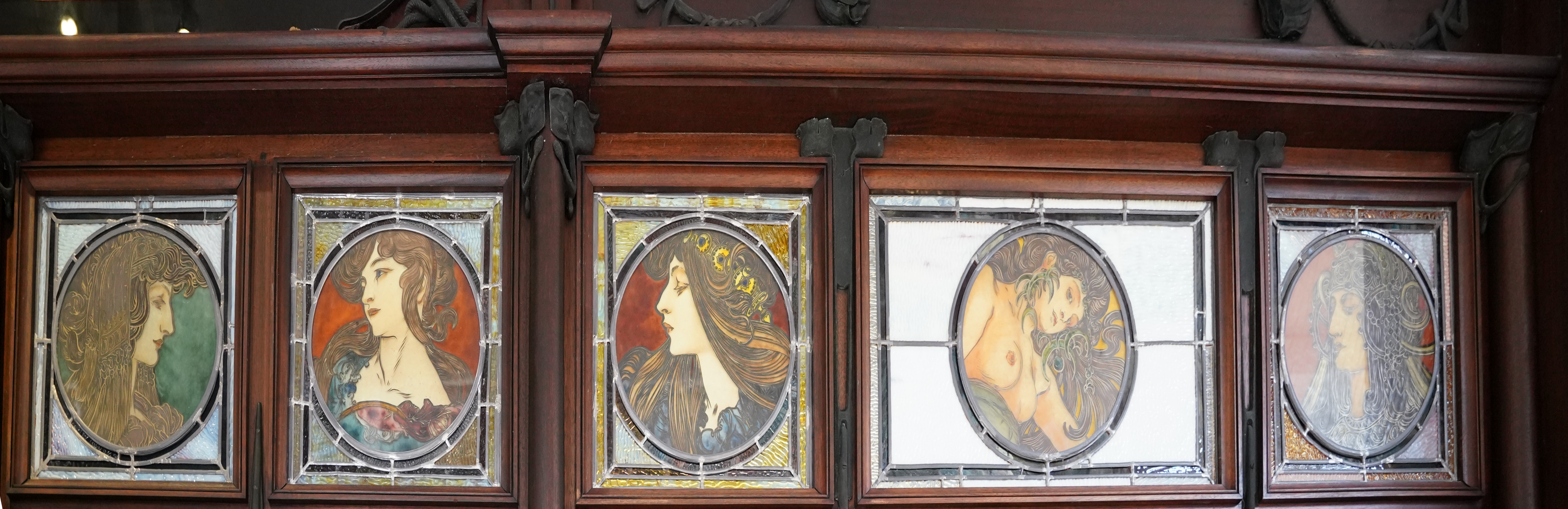
Disques
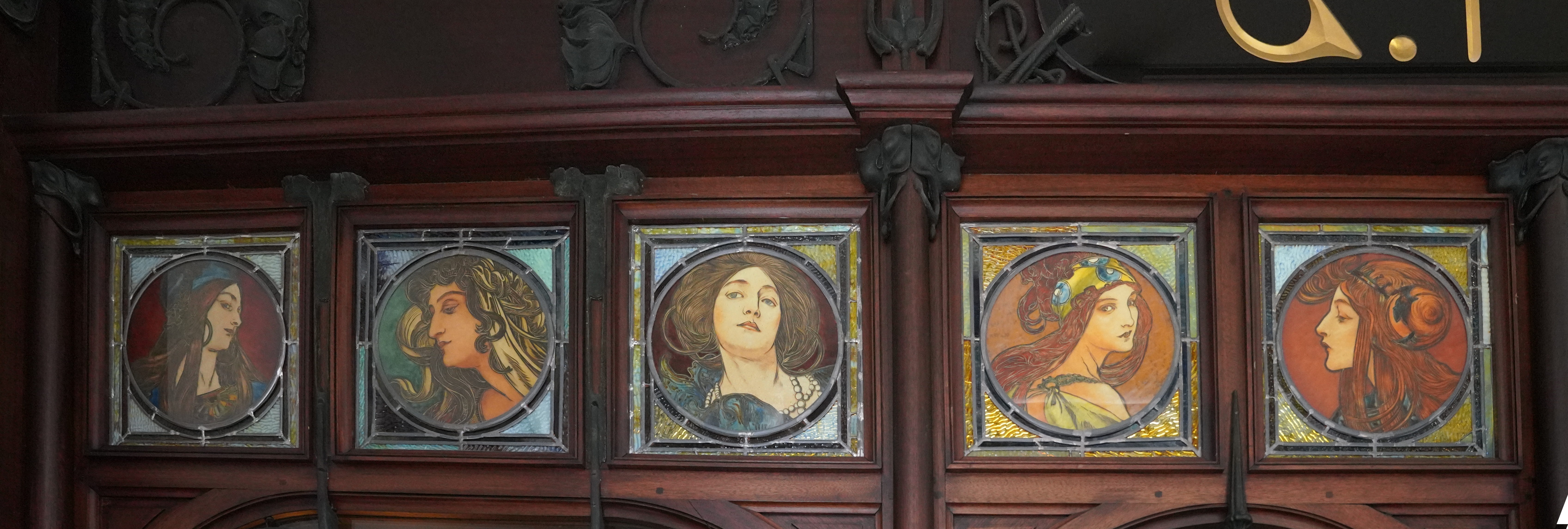
diaphanes
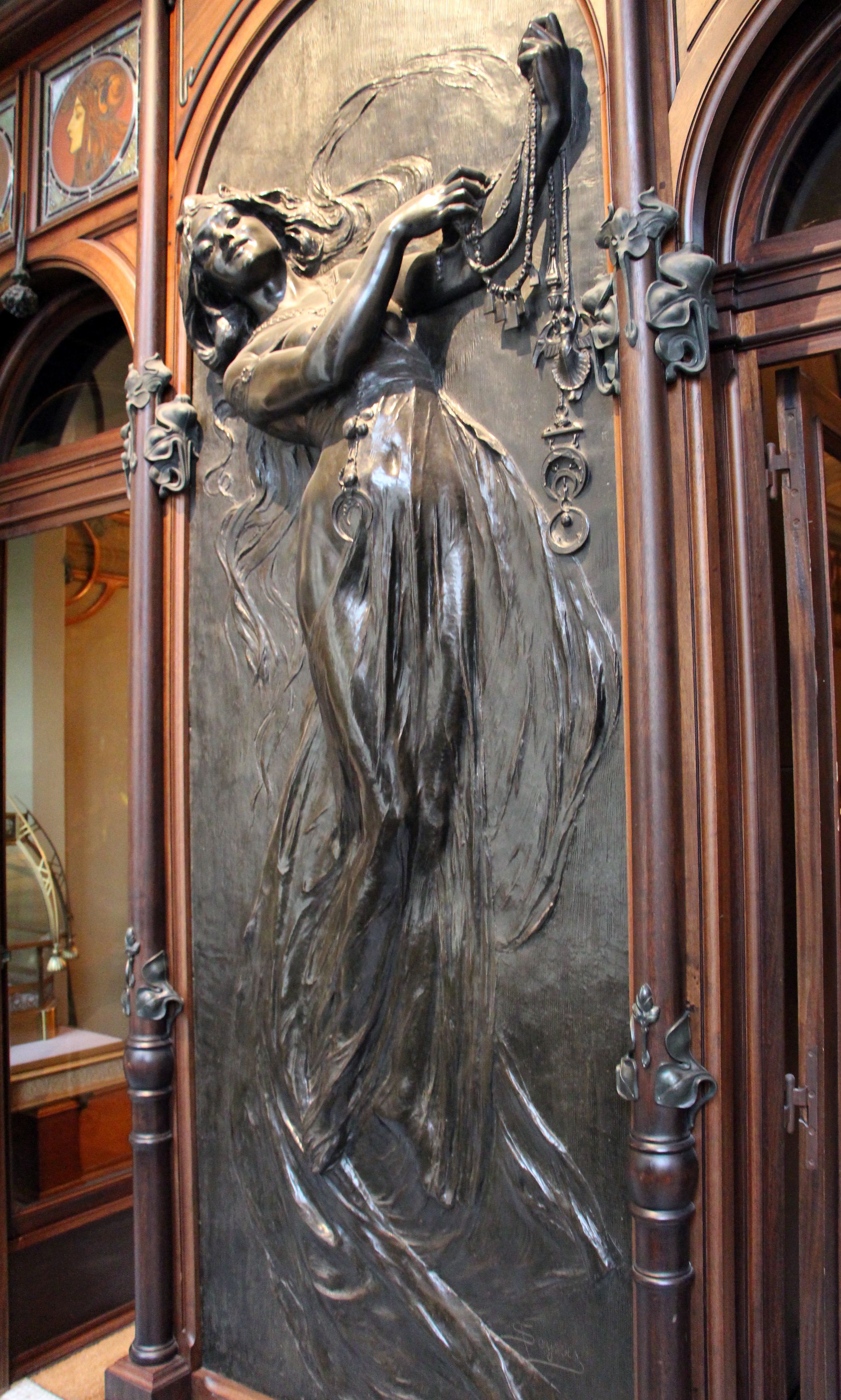
La jeune dame.

L'arcade centrale, plus haute que les autres, est surmontée de l'inscription « G.FOUQUET » et est entièrement constituée d'une sculpture montrant une jeune dame tenant un collier dans les mains. Cette sculpture est l'œuvre d'Auguste Seysses.
Les quatre autres arcades servent soit de porte d'entrée à la boutique soit de vitrine. Elles sont toutes surmontées par des disques diaphanes (trois pour les arcades latérales, deux pour les arcades plus centrales soit dix au total), représentant de charmantes figures féminines. Les deux arcades latérales servant de vitrines sont plus larges que les trois arcades centrales.

### L'intérieur

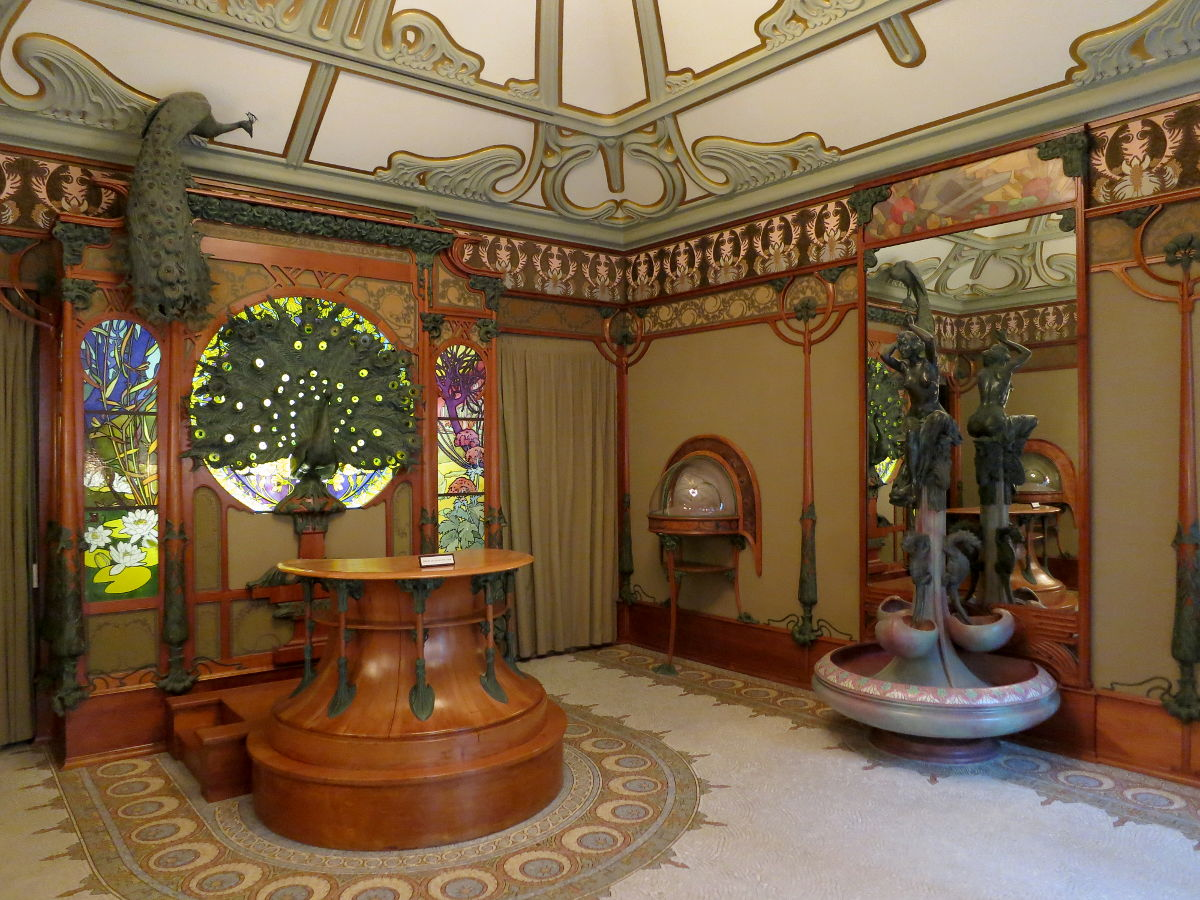
Intérieur de la bijouterie Fouquet.
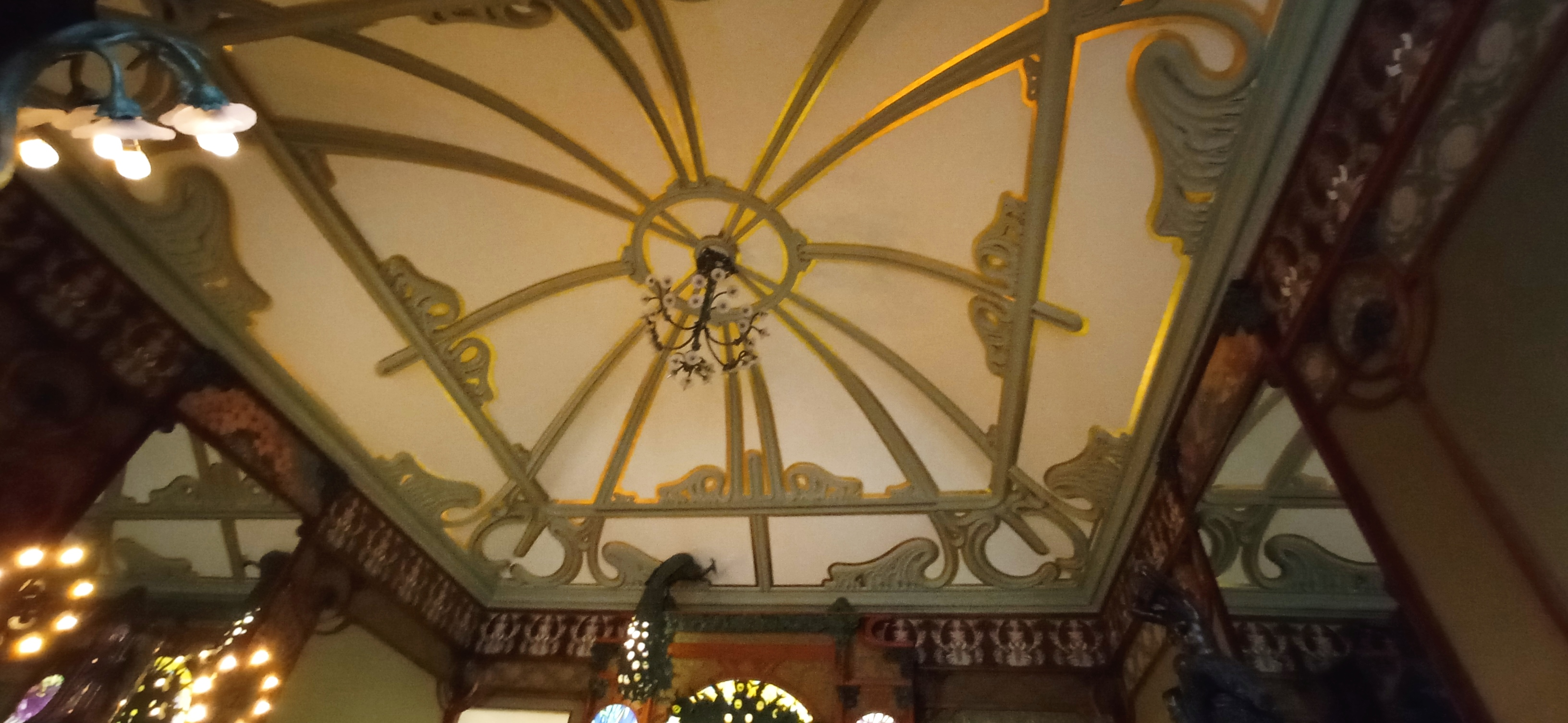
Le plafond.
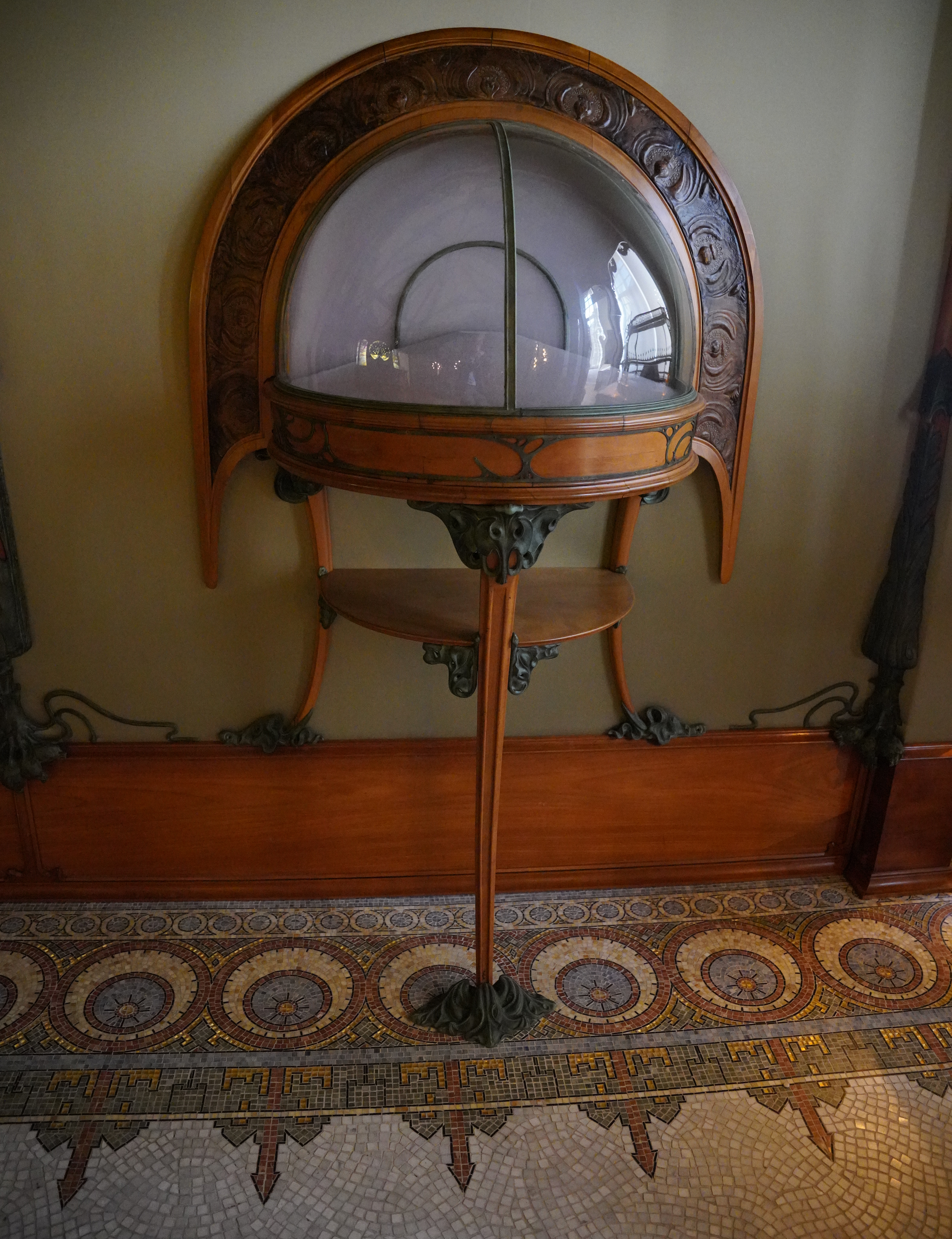
Une vitrine.
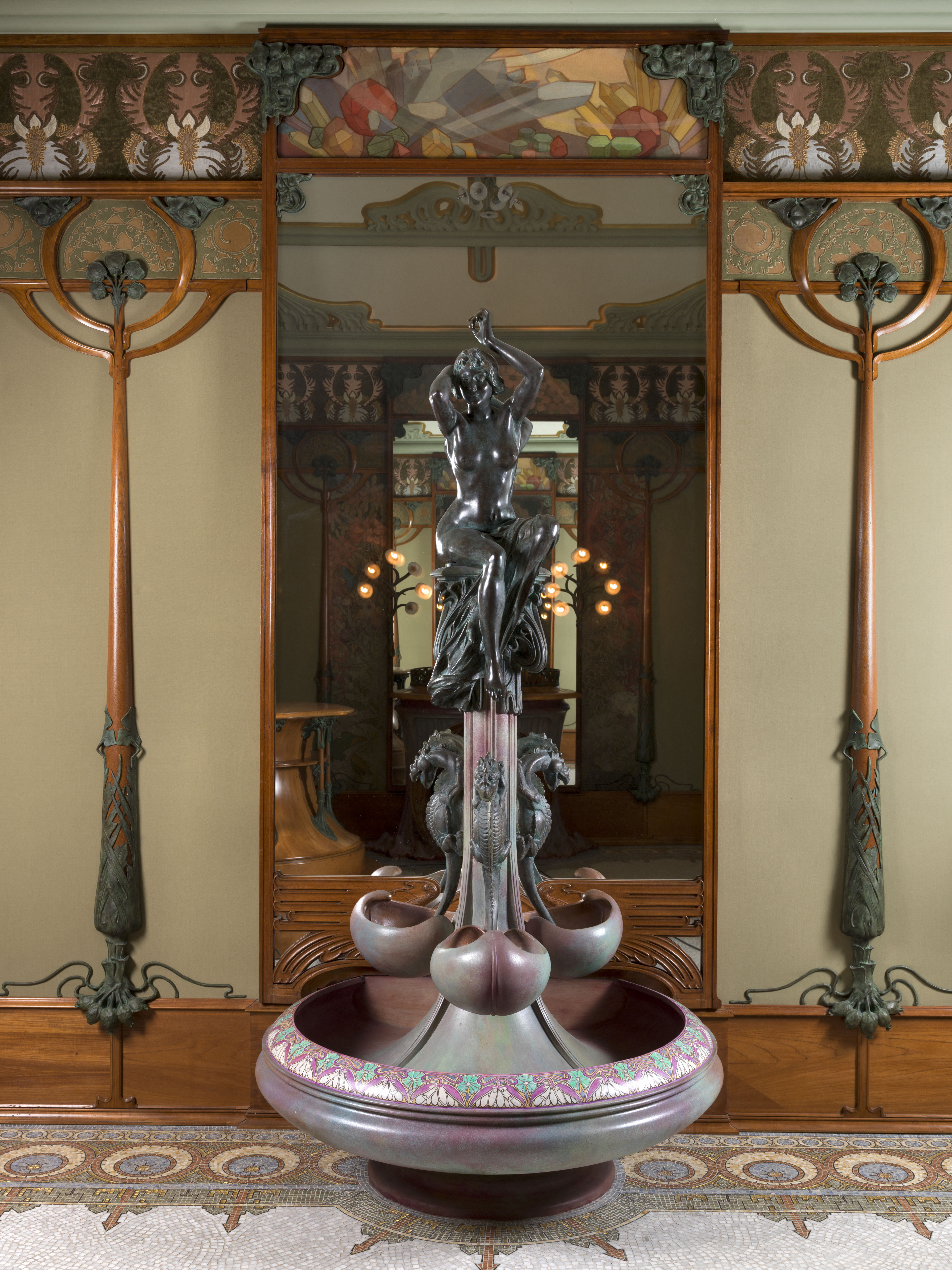
La fontaine femme à sa toilette.
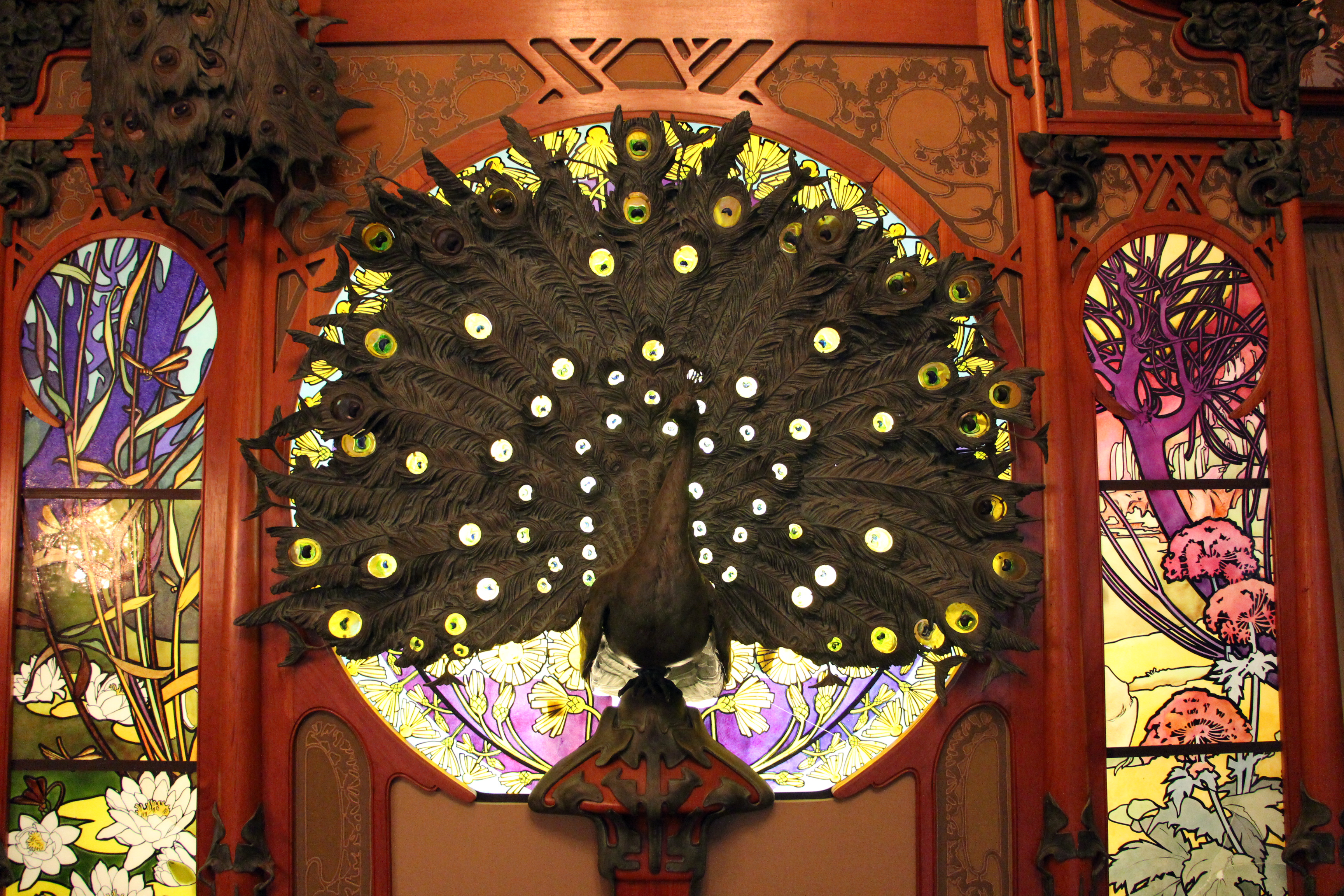
Paon.
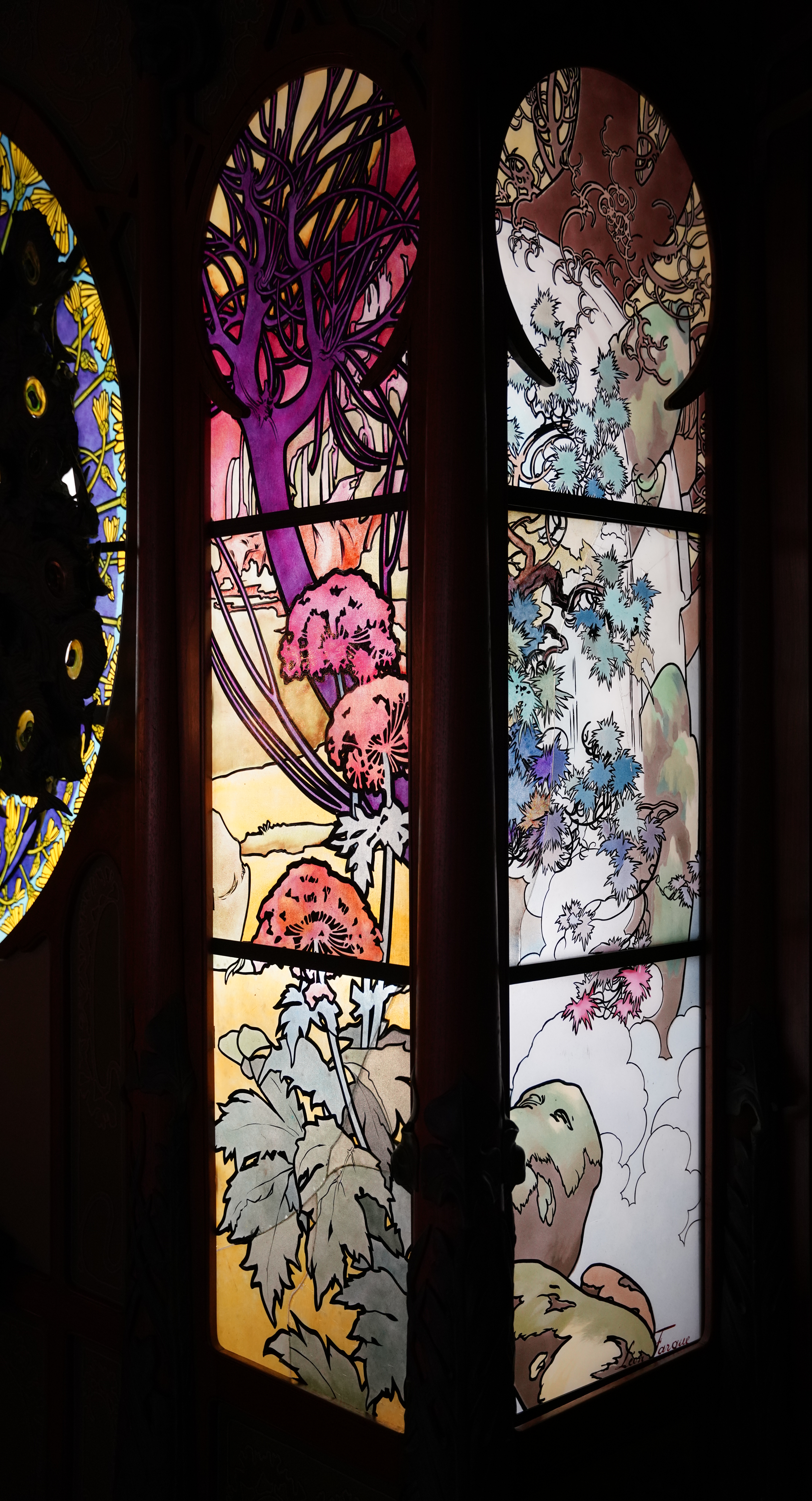
Vitraux.

En tant que digne représentant du style floral de l'Art nouveau, Alphonse Mucha donne libre cours à sa fantaisie artistique. Peintre reconnu et affichiste célèbre, l'artiste n'a pas souvent eu l'occasion de travailler les volumes. Pour concrétiser ce projet d'art total, Alphonse Mucha reçoit l'aide de Léon Fargues pour la confection des vitraux et d’Auguste Seysses pour la réalisation des sculptures.
À l'intérieur de la bijouterie, la nature est omniprésente : fleurs, boutons floraux, feuillages, coraux, animaux réels ou mythiques, décorent avec harmonie les boiseries, les colonnes, les frises, les lampes ainsi que le mobilier. On remarque deux magnifiques paons. Le premier, perché sur la frise, laisse choir son plumage tandis que le second fait la roue devant un lumineux disque floral.
Dans une salle voisine du musée Carnavalet, on peut voir un salon particulier du Café de Paris de style Art nouveau décoré par l'architecte Henri Sauvage et meublé par Louis Majorelle.

## À voir aussi